# رولاند فيرفيت
رولاند فيرفيت هو حوض بناء السفن في Berne التي تنتمي إلى منطقة Warfleth على نهر فيزر السفلى.

## تاريخ
تأسس حوض بناء السفن في عام 1913 في بريمن على يد مهندس بناء السفن كارل فيرتنز والتاجر ريتشمان. بعد بدايته كحوض لبناء السفن واليخوت، سرعان ما أصبح بناء القوارب السريعة وكاسحات الألغام وقوارب الصيد هي المهمة الرئيسية لحوض بناء السفن الواقع فوق فيسروير.

## مواقع خارجية
- يعتمد Lürssen على Berne على المدى الطويل . جريدة الشمال الغربي في 21 يونيو 2012